# Olympische Sommerspiele 1964/Teilnehmer (Chile)
| Gelbes Symbol für Goldmedaillen mit stilisierten Olympischen Ringen | Graues Symbol für Silbermedaillen mit stilisierten Olympischen Ringen | Braundes Symbol für Bronzemedaillen mit stilisierten Olympischen Ringen |
| ------------------------------------------------------------------- | --------------------------------------------------------------------- | ----------------------------------------------------------------------- |
| —                                                                   | —                                                                     | —                                                                       |

Chile nahm an den Olympischen Sommerspielen 1964 in der japanischen Hauptstadt Tokio mit einer Delegation von 14 Sportlern teil.

## Teilnehmer nach Sportarten

### Boxen
- Mario Molina
Federgewicht: 17. Platz

- Luis Zuñiga
Leichtgewicht: 17. Platz

- Misael Vilugron
Weltergewicht: 17. Platz

- Guillermo Salinas
Mittelgewicht: 5. Platz

### Fechten
- Sergio Vergara
Degen, Einzel: Vorrunde

- Sergio Jimenez
Degen, Einzel: Vorrunde

- Aquiles Gloffka
Degen, Einzel: Vorrunde

### Leichtathletik
- Iván Moreno
100 Meter: Viertelfinale
200 Meter: Viertelfinale

- Ricardo Vidal
Marathon: 30. Platz

- Patricio Etcheverry
Speerwerfen: 24. Platz in der Qualifikation

### Moderner Fünfkampf
- Aquiles Gloffka
Einzel: 31. Platz

### Reiten
- Americo Simonetti
Springreiten, Einzel: 29. Platz

### Schießen
- Roberto Huber
Kleinkaliber, liegend: 38. Platz

- Juan Enrique Lira
Trap: 6. Platz

- Gilberto Navarro
Trap: 17. Platz